# Východosámské jazyky
Východosámské jazyky tvoří spolu s západosámskými jazyky sámskou větev ugrofinských jazyků. Skládá se ze sedmi jazyků, z nichž tři jsou již vymřelé:
- Kildinská sámština (500)[1]
- Skoltská sámština (420)[2]
- Terská sámština (2[3]–10[4])
- † Akkalská sámština (vymřelá)
- Inarijská sámština (300)[5]
- † Kemijská sámština (vymřelá)